# Уйгурсай
Уйгурса́й (узб. Uygʻursoy/Уйғурсой) — посёлок городского типа в Папском районе Наманганской области, Узбекистан.
Посёлок расположен в 8 (12) км от железнодорожной станции Пап (на линии Коканд — Наманган), на правом берегу реки Сырдарья.
Статус посёлка городского типа с 1947 года.
В советское время в Уйгурсае был построен завод резинотехнических изделий. Велась добыча урановых руд.

## Население
| 1959 | 1970 | 1979 | 1989 |
| ---- | ---- | ---- | ---- |
| 1179 | 1528 | 1484 | 2512 |

## Уйгурсай в книгах
В Уйгурсайской колонии происходит действие книги Винсента Килпастора «Школа Стукачей».